# Université pétrole-gaz de Ploiești
L'Université pétrole-gaz de Ploiești est une université scientifique fondée en 1948 et située à Ploiești, en Roumanie. 

## Historique
L'Institut du pétrole et du gaz de Bucarest est créé en 1948 et offre une formation dans tous les corps métiers du secteur pétrolier. Ploiești fut la première ville au monde dans l'histoire à se doter, en 1857, d'un centre de raffinage de pétrole. Il est transféré de Bucarest à Ploiești entre 1967 et 1974.. 
En 1975, l'université compte une faculté Machines et équipements, Forage et production, Technology et chimie. En 1989, avec la dissolution de la République socialiste de Roumanie, il est décidé d'elargir la gamme de disciplines enseignées. En 1992, l'institut devient l'Université de Ploiesti, puis l'Université Pétrole-Gaz de Ploiesti en 1994,.
En 1995, un Master of business administration est lancé au sein de l'Institut pour le développement économique de l'université, en partenariat avec l'académie d'études économiques de Bucarest et le Conservatoire national des arts et métiers de Paris.

## Partenariats
- Vietnam[4]